# Tahiti póling
A tahiti cankó (Numenius tahitiensis) a madarak osztályának lilealakúak (Charadriiformes) rendjébe, ezen belül a szalonkafélék (Scolopacidae) családjának egyik faja.
A magyar név forrással nincs megerősítve.

## Előfordulása
A fészkelő helyei Alaszkában vannak a Yukon folyónál és a Seward-félszigeten. Nyáron Kanadában, Kaliforniában és Oregonban lakik, Mikronéziában, a Fidzsi-szigeteken, Tongán, a Hawaii szigeteken, Szamoában és a Francia Polinéziában telel. Az útja 4000 kilométer, és néha akár 6000 kilométer.

## Megjelenése
Testhossza 40-44 centiméter, szárnyfesztávolsága 82–90 centiméter. A hím testtömeg 250–530 gramm, a tojó 370-800 gramm. A tolla és a lába szürke, világosbézs alappal és a farktolla világos, sötét csíkokkal. Ívelt csőre van. A felső részek sötétbarna tollúak, szürke árnyalattal és homokszínű pöttyökkel. A szeme fekete. A szárny alsó része vörösesbarna.

## Szaporodása
Zöld tojásain és barna pöttyök vannak. Amikor a fiókák 5 hetesek a felnőttek délre repülnek ott hagyák a fiókákat, amíg nem kapott elegendő táplálékot ők is vonulnak.